# تور کنسرت

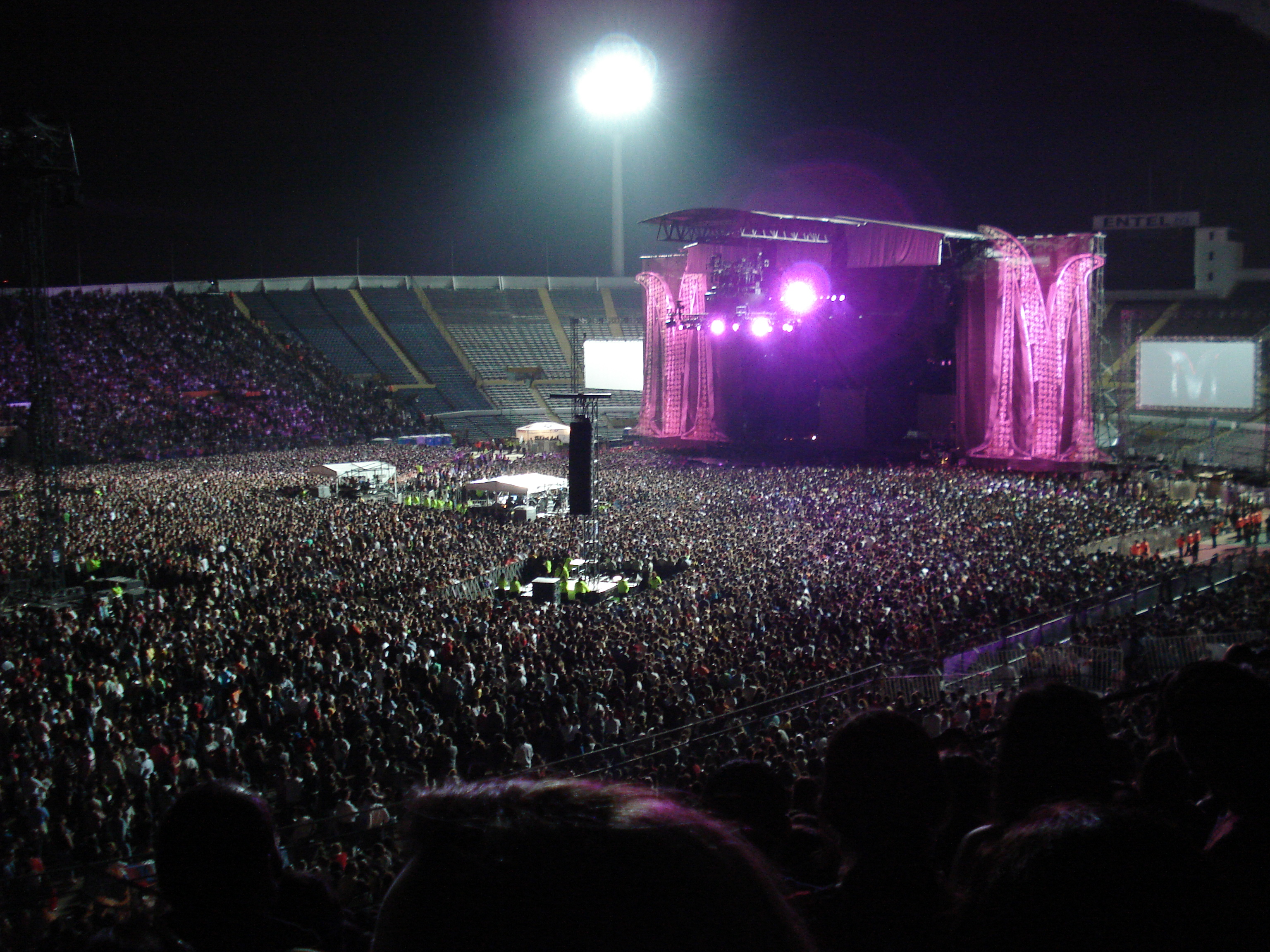
نمایی از تور «مهم و شیرین» مدونا در سال ۲۰۰۸؛ در ورزشگاه ملی شهر سانتیاگو، شیلی

در عرصهٔ موسیقی، تور (به انگلیسی: tour) اصطلاحی است که برای توصیف مجموعه‌ای از کنسرت‌ها به کار می‌رود که توسط یک هنرمند یا یک گروه، در چند شهر یا کشور مختلف انجام می‌شود.
غالباً به تورهای کنسرت نام‌های خاصی داده می‌شود تا بتوان بین تورهای مختلفی که یک هنرمند یا گروه انجام می‌دهد تمیز قائل شد. مثلاً یکی از تورهای تیلور سوئیفت، تور جهانی ۱۹۸۹ نام داشت.
اجرای تور برای هنرمندان هزینه‌های زیادی دارد و وقت و انرژی زیادی می‌برد. به همین خاطر برخی هنرمندان از آن اجتناب می‌ورزند. برای مثال، ادل خوانندهٔ انگلیسی از انجام تور پرهیز می‌کند و از انجام تور ابراز ناخشنودی کرده‌است. این قبیل هنرمندان گاه به اجرای رزیدنتی روی می‌آورند، به این معنا که کنسرت‌های متعددی را در یک مکان برگزار می‌کنند.